# Hällie Nilsdotter
Hällie Nilsdotter, död 1653, var en svensk kvinna som blev avrättad för häxeri. Hennes dödsdom är det sista som är känt före det stora oväsendet. 
Hällie Nilsdotter var bosatt i Lits socken i Jämtland. 
Hon anklagades för att ha dödat boskap med hjälp av trolldom. 
Hon avlade en bekännelse enligt vilken hon hade besökt "helvetet" (Blåkulla) och slutit ett förbund med Djävulen. Av honom hade hon fått en egen dräng vid namn Sjul, som blev hennes hjälpare. Hon erkände sig skyldig till att ha förorsakat flera personers tamdjurs död med hjälp av "slemma läsningar" (signeri), det vill säga trollformler. Hon angav sedan ytterligare personer för häxeri. 
Hon dömdes till döden i tingsrätten i Lit i Jämtland. Hennes fall hänvisades sedan till Stockholm, där hennes dödsdom bekräftades 4 november 1653. De personer hon angett blev dock frikända. Hon avrättades genom att halshuggas och brännas. Hon tillhörde de få fall av dödsdom för trolldom som slutfördes under drottning Kristina, som normalt ogillade häxprocesser. 
Hon anses ha varit den sista person som avrättades för trolldom i Sverige innan det stora oväsendet utbröt 1668, femton år senare. 
Mellan 1596 och 1668 beräknas något under hundra avrättningar för häxeri ha inträffat i Sverige.